# Aleksandr Podolskii
Aleksandr Podolskii (Russisch: Александр Подольский) (Kolomna, 27 april 1999), is een Russische langebaanschaatser. De 1500m is zijn beste afstand.

## Records

### Persoonlijke records
| Afstand      | Tijd     | Datum            | Baan           |
| ------------ | -------- | ---------------- | -------------- |
| 500 meter    | 36,53    | 2 maart 2018     | Salt Lake City |
| 1000 meter   | 1.09,95  | 20 november 2021 | Kolomna        |
| 1500 meter   | 1.45,70  | 21 november 2021 | Kolomna        |
| 3000 meter   | 3.45,48  | 2 maart 2018     | Salt Lake City |
| 5000 meter   | 6.29,93  | 10 maart 2018    | Salt Lake City |
| 10.000 meter | 14.23,64 | 14 maart 2021    | Irkoetsk       |

(laatst bijgewerkt: 19 januari 2022)

## Resultaten
| Jaar | WK Afstanden | Wereldbeker         | WK Junioren                  |
| ---- | ------------ | ------------------- | ---------------------------- |
| 2017 |              |                     | 46e 500m 26e 1500m 22e 5000m |
| 2018 |              |                     | DQ 500m 6e 1500m 5e 5000m    |
| 2019 |              | 58e 1500m           |                              |
|      |              |                     |                              |
| 2021 | 19e 1500m    | 36e 1000m 16e 1500m |                              |